# Archibald Kennedy (8e marquis d'Ailsa)
Archibald Angus Charles Kennedy, 8e marquis d'Ailsa, 19e comte de Cassilis, 21e Lord Kennedy, 8e baron Ailsa, (13 septembre 1956 - 15 janvier 2015), est un pair écossais.

## Jeunesse

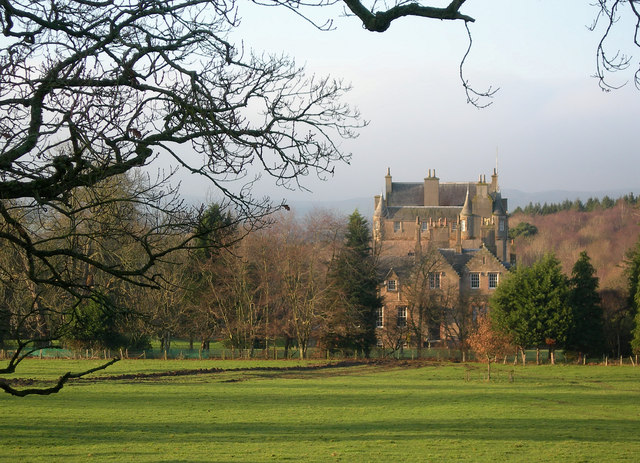
Cassillis House

Archibald Angus Charles Kennedy est né le 13 septembre 1956 au Château de Culzean, Ayrshire . Il est l'aîné des deux fils nés de Mary Burn et d'Archibald Kennedy, 7e marquis d'Ailsa . Il grandit à Cassillis House, un autre siège familial, et fait ses études à l'école Strathallan. Il étudie la gestion forestière et l'agriculture .
Son grand-père maternel est John Burn d'Amble, Northumberland et ses grands-parents paternels sont Angus Kennedy, 6e marquis d'Ailsa et Gertrude Millicent (née Cooper) Kennedy, fille de Gervas Weir Cooper, de Wordwell Hall, Suffolk .
Le marquis d'Ailsa est le chef de clan héréditaire du clan Kennedy. Tous les marquis descendent d'Anne Watts, mère d'Archibald Kennedy (1er marquis d'Ailsa). Le titre est dérivé de l'île d'Ailsa Craig dans le Firth of Clyde, qui appartient à la famille. En 2011, le marquis met l'île en vente. En mars 2013, le prix demandé est supérieur à 1 500 000 £.
Kennedy hérite des titres de 19e comte de Cassilis, 21e Lord Kennedy, 8e marquis d'Ailsa et 8e baron Ailsa le 7 avril 1994 après la mort de son père . À sa mort, il est remplacé par son frère, David Kennedy, 9e marquis d'Ailsa (né en 1958). L'héritier présomptif du 9e marquis est son fils Archibald David Kennedy (né en 1995) .

## Carrière
Kennedy est officier dans les Queen's Own Highlanders. Il enseigne ensuite le ski et l'art de la montagne à des équipes de jeunes de l'armée dans les Highlands écossais et les Brecon Beacons au  Pays de Galles avant de se retirer de l'armée dans l'Ayrshire Yeomanry .
Après avoir travaillé dans la vente, le marketing et l'agriculture, il fonde Lord Charles Tours qui organise des voyages en Ecosse, Irlande, Suède et Laponie .

## Vie privée
En 1979, Lord Ailsa épouse Dawn Leslie Anne Keen, la fille unique de David A. Keen. Avant leur divorce en 1989, au cours duquel "sa femme a été accusée d'avoir une liaison avec un adolescent laitier", ils ont deux enfants :
- Lady Rosemary Margaret Kennedy (née en 1980) [3]
- Lady Alicia-Jane Lesley Kennedy (née en 1981) [3]

Le 8e marquis est décédé le 15 janvier 2015  alors qu'il participait à une réception du clan Kennedy à Altamonte Springs, en Floride ,,,.